# Вихура, Эдвард
Эдвард Вихура (пол. Edward Wichura; 5 июля 1927, Пшемысль, Львовское воеводство — 4 июня 2006, Вёнзовна, Мазовецкое воеводство) — польский актёр театра и кино.

## Биография
Эдвард Вихура родился 5 июля 1927 года в Пшемысле. В 1950 году дебютировал в театре, в 1951 окончил Государственную высшую театральную школу в Варшаве. Актёр театров в Лодзи и Варшаве. Умер 4 июня 2006 года в деревне Вёнзовна около Варшавы, похоронен на варшавском кладбище Старые Повонзки.

## Избранная фильмография
- 1953 — Дело, которое надо уладить / Sprawa do załatwienia — зритель на боксерском матче
- 1953 — Пятеро с улицы Барской / Piątka z ulicy Barskiej — рабочий
- 1955 — Три старта / Trzy starty — деятель спортивного клуба
- 1956 — Необыкновенная карьера / Nikodem Dyzma — репортер
- 1957 — Ева хочет спать / Ewa chce spać — Теофил
- 1957 — Шляпа пана Анатоля / Kapelusz pana Anatola — журналист
- 1958 — Пан Анатоль ищет миллион / Pan Anatol szuka miliona
- 1958 — Галоши счастья / Kalosze szczęścia — «американский консул» в представлении
- 1959 — Кафе «Минога» / Cafe Pod Minogą — немец
- 1960 — Счастливчик Антони / Szczęściarz Antoni
- 1961 — Минувшее время / Czas przeszly — Малушка
- 1962 — Чёрные крылья / Czarne skrzydła
- 1966 — Домашняя война / Wojna domowa (телесериал) — помощник парикмахера (только в 2-й серии)
- 1966 — Квартирант / Sublokator — заведующий прачечной
- 1967 — Невероятные приключения Марека Пегуса / Niewiarygodne przygody Marka Piegusa (телесериал) — отец Марека Пегуса
- 1967 — Матримониальный справочник / Poradnik matrymonialny
- 1969 — Приключения канонира Доласа, или Как я развязал Вторую мировую войну / Jak rozpętałem II wojnę światową — немецкий охранник
- 1974 — Весна, пан сержант! / Wiosna panie sierżancie — член экзаменационной комиссии
- 1974 — Сколько той жизни / Ile jest życia (телесериал) — таксист (только в 10-й серии)
- 1975 — Директора / Dyrektorzy (телесериал) — мужчина разговаривающий с Чёрным (только в 6-й серии)
- 1977 — Кукла / Lalka (телесериал) — немец в погребе (только в 4-й серии)
- 1978 — Хэлло, Шпицбрудка / Hallo Szpicbródka — Збирский, автор ревю
- 1980 — Крах операции «Террор» / Krach operacji Terror — депутат Сейма
- 1980 — Карьера Никодима Дызмы / Kariera Nikodema Dyzmy (телесериал) — Бочек
- 1982 — Отель Полан и его гости / Hotel Polan und seine Gäste — Таубер
- 1985 — Дезертиры / C.K. dezerterzy — Хавранек
- 1986 — Золотой поезд / Złoty pociąg — член дирекции Банка Польши

## Признание
- Серебряный Крест Заслуги (1955).
- Кавалер Ордена Возрождения Польши (1986).